# Josefina Cambra i Giné
Josefina Cambra i Giné (Barcelona, 9 de maig de 1946) és una biòloga i política catalana, diputada al Parlament de Catalunya en la VII Legislatura.

## Biografia
Llicenciada en Ciències Biològiques, ha tingut diverses responsabilitats en l'àmbit educatiu i cultural, i actualment és degana del Col·legi Oficial de Doctors i Llicenciats en Filosofia i Lletres i en Ciències de Catalunya i presidenta del Consejo General de Colegios Oficiales de Doctores y Licenciados en Filosofía y Letras y en Ciencias de España. També és membre del Consell Escolar de l'Estat, i del consell de redacció de la Revista de Educación del Ministeri. Ha estat directora de comunicació del Fòrum Universal de les Cultures Barcelona 2004 i gerent de l'Institut Català de la Mediterrània.
Fou escollida diputada a les eleccions al Parlament de Catalunya de 2003, on ha estat membre de la comissió de Política Cultural, vicepresidenta de la Comissió Permanent de Legislatura sobre la Unió Europea i de la Comissió Permanent de Legislatura sobre Cooperació i Solidaritat. Fou membre del consell assessor de la Fundació Centre d'Estudis Jordi Pujol, del consell social de la Universitat de Barcelona i de 1999 al 2003 membre del Consell Escolar de Catalunya.